# Kontra K

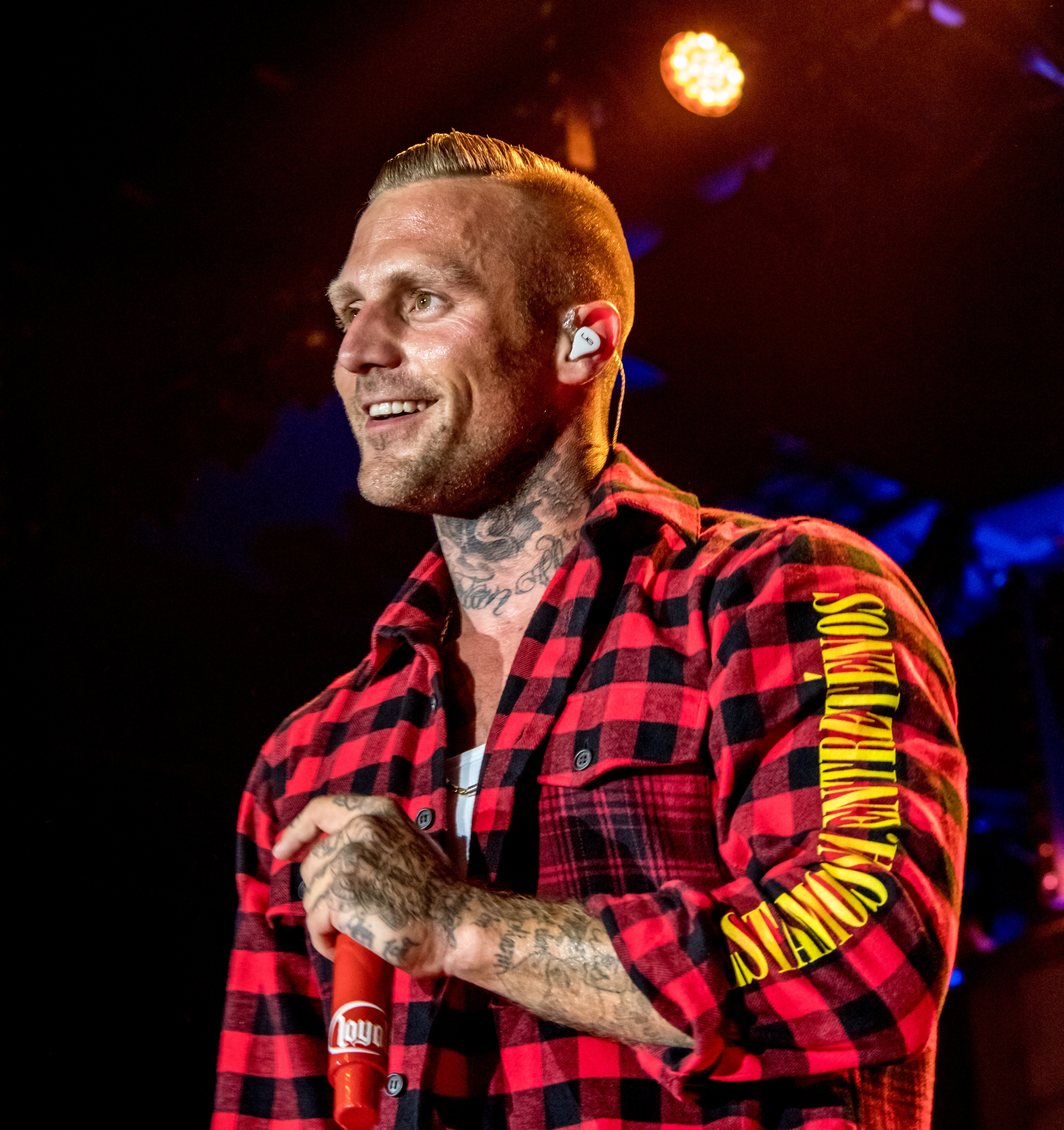
Kontra K, Zelt-Musik-Festival en 2018 à Fribourg-en-Brisgau, Allemagne

Kontra K, de son vrai nom Maximilian Diehn, né le 3 juillet 1987 à  Berlin-Est en RDA, est un rappeur allemand.

## Biographie

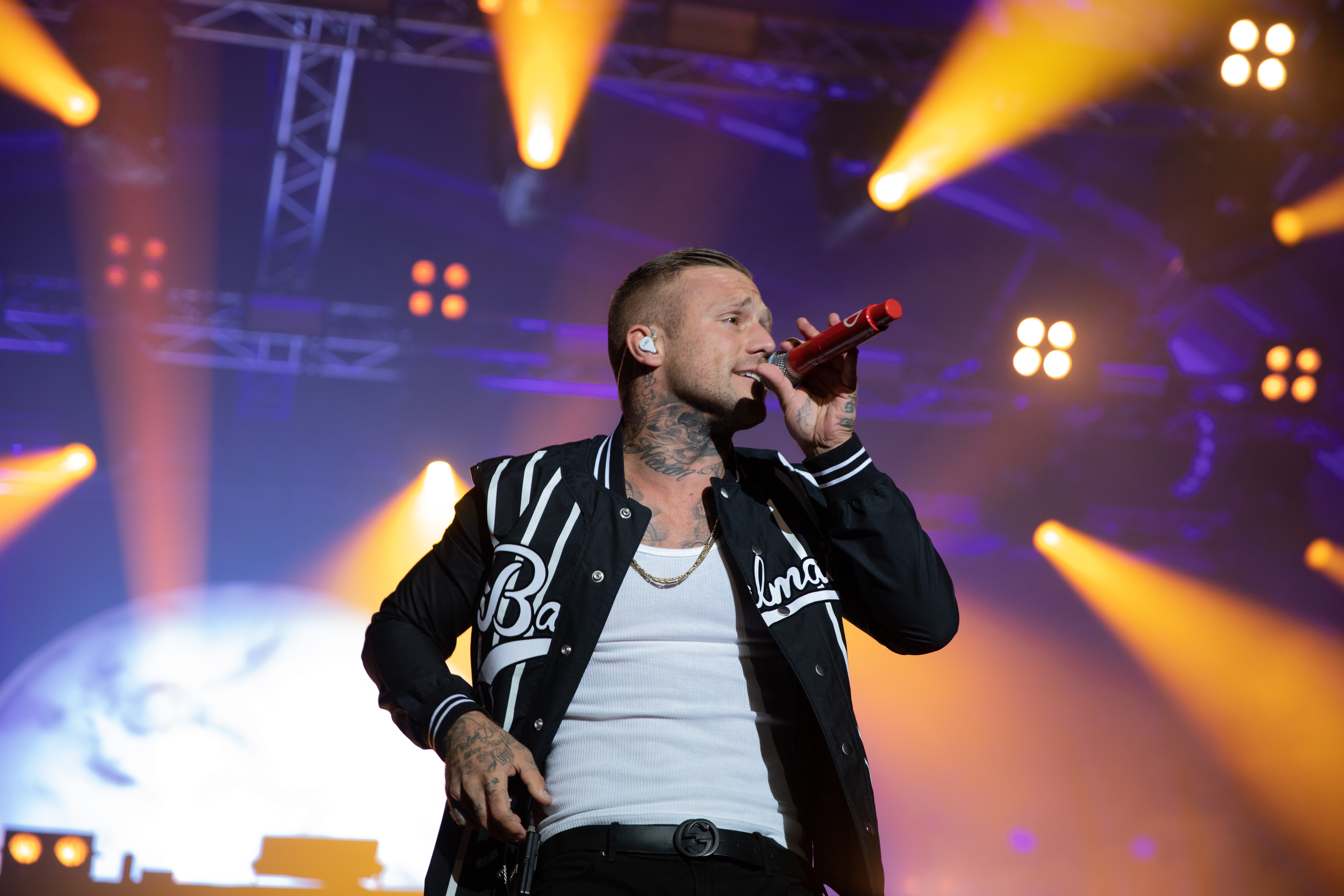
Kontra K (2018)

Après avoir abandonné l'école, il découvre le rap à 16 ans et a pour idoles Nas, 2pac, The Notorious B.I.G. et Naughty by Nature. Il commence aussi à faire du kick-boxing. En 2006, il débute dans le rap avec le duo Vollkontakt en compagnie de KiezSpezial. Le duo est découvert par Kaisa qui les fait signer sur son label Hell Raisa Records. Après la fin du label en 2010, Kontra K, Skinny Al et Fatal, d'anciens membres du label, fondent DePeKa Records.
En 2010 sort le premier album Dobermann, en 2012 une mixtape dubstep Electrosmog, avant le deuxième album Was die Zeit bringt, qui devient l'un des mieux vendus sur Amazon. En 2013, l'EP Teufel komm raus avec Bonez MC précède le troisième album 12 Runden qui atteint la huitième place des ventes. En mai 2014, Kontra K signe avec le label Four Music, et y publie l'EP Wölfe Le quatrième album Aus dem Schatten ins Licht est publié le 6 février 2015 et atteint la deuxième place des ventes. Sorti le 20 mai 2016, le cinquième album, Labyrinth, comprend des duos avec Bonez MC, RAF Camora et le groupe Haudegen. Il atteint la première place des ventes. S'ensuivent alors Gute Nacht en 2017 (BMG) et Erde & Knochen en 2018 (BMG).
Le 24 mai 2019, Kontra K sort un nouvel album : Sie wollten Wasser doch kriegen Benzin qui atteint la première place des ventes en Allemagne, la seconde en Autriche et la quatrième en Suisse. S'ensuit une tournée à guichets fermés dans toute l'Allemagne.

## Style musical

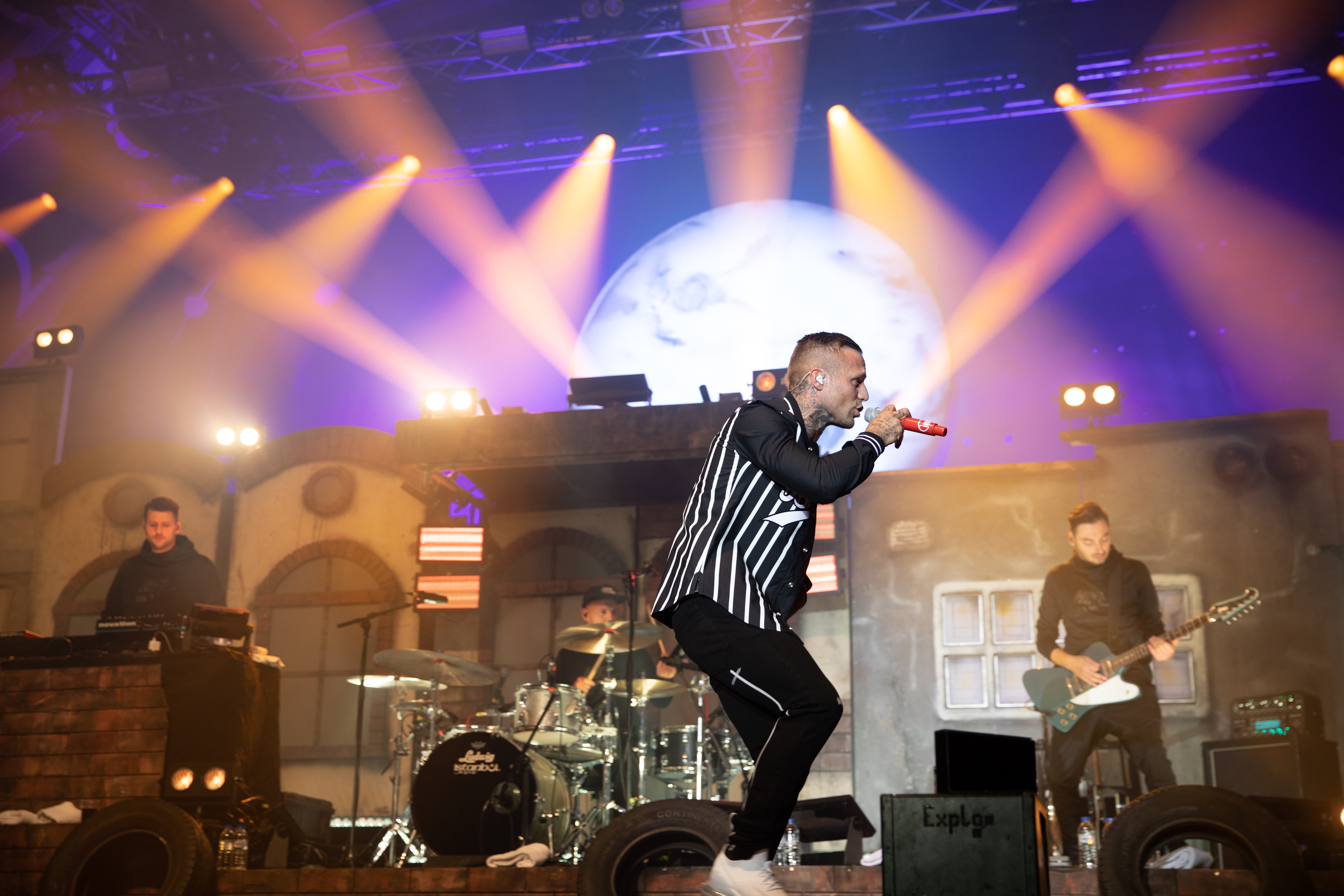
Kontra K (2018)

Kontra K produit en collaboration avec Big Flexx de Cologne, et Dirty Dasmo et Matthias Mania de Berlin. Kontra K se donne une image de garçon des rues passionné par les arts martiaux. Dans ses chansons, il mêle ses propres expériences aux contextes sociaux. Il est orienté vers le gangsta rap.

## Discographie

### Albums studio
- 2012 : Dobermann
- 2012 : Was die Zeit bringt
- 2013 : 12 Runden
- 2015 : Aus dem Schatten ins Licht (de)
- 2016 : Labyrinth
- 2017 : Gute Nacht (de)
- 2018 : Erde & Knochen
- 2019 : Sie wollten Wasser doch kriegen Benzin
- 2020 : Vollmond

### EPs
- 2009 : Ein Herz aus Chrom (avec Skinny Al (de), DePeKa Records)
- 2013 : Auf Teufel komm raus (avec Bonez MC, DePeKa Records)
- 2014 : Wölfe (Four Music)
- 2015 : Atme den Regen (Four Music)
- 2017 : Chameleon(avec BTNG)
- 2017 : Loyal (avec Rico, Fatal, Omik, Mike Jay, Undacover, Ghazy030 et Skinny Al)

### Singles
- 2010: Stadtrundfahrt (DePeKa Records)
- 2012: Alles anders (DePeKa Records)
- 2012: Kampfgeist (DePeKa Records)
- 2012: Rückendeckung (DePeKa Records)
- 2012: Zu kurz (DePeKa Records) (feat. Rico)
- 2013: Gönn dir (DePeKa Records)
- 2013: Fels in der Brandung (DePeKa Records)
- 2013: Nebel (DePeKa Records)
- 2014: Kampfgeist 2 (Four Music)
- 2014: Hassliebe (Four Music)
- 2014: Bleib ruhig (Four Music)
- 2015: Erfolg ist kein Glück (Four Music)
- 2016: Wie könnt ich (Four Music)
- 2016: Ikarus (Four Music)
- 2017: Diamanten (BMG)
- 2017: Mehr als ein Job (BMG)
- 2017: Plem Plem (BMG) (feat. RAF Camora & Bonez MC)
- 2017: Gift  (BMG) (feat. BTNG & AK Ausserkontrolle)
- 2017: Gute Nacht (BMG)
- 2017: Soldaten 2.0 (BMG)
- 2018: Zwischen Himmel & Hölle (BMG)
- 2018: Hunger (BMG)
- 2018: Oder nicht (BMG)
- 2019: Farben (BMG)
- 2019: Warnung (BMG)
- 2019: Nur ein Grund (BMG)
- 2019: Kampfgeist 4 (BMG)
- 2019: Blei (BMG) (feat. Veysel)
- 2019: Letze Träne (BMG)
- 2019: Alles was sie will (BMG)
- 2019: Himmel grau (feat. Luciano, The Cratez) (BMG)
- 2020: Puste sie weg (BMG)
- 2020: Namen (BMG)
- 2020: Sonne (BMG)
- 2020: Tiefschwarz (feat. Samra) (BMG)

### Sampler
- 2012: Mach keine chromen Dinga (Labelsampler, DePeKa Records)

### Mixtapes
- 2007: Promo Mixtape
- 2007: Perspektiflows (production maison)
- 2007: Dobermann Mixtape (production maison)
- 2008: Ein Atemzug in meiner Stadt (production maison)
- 2008: Fight Club Mixtape Vol. 1
- 2012: Electrosmog (DePeKa Records)
- 2016: Juice CD No. 133 (avec Gzuz & Bonez MC, Four Music)

### Freetracks
- 2006: Blutsport
- 2006: Panzerglas
- 2012: Was wäre
- 2013: Die letzten
- 2014: Yolo und So
- 2014: Kino
- 2014: Erstens Zweitens

### Album collaboratif
- 2015 : Retro  B-Tight (avec Blokkmonsta et Karate Andi)